# Yves Le Prieur
Yves Paul Gaston Le Prieur (Lorient, 23 marzo 1885 – Nizza, 1º giugno 1963) è stato un militare e inventore francese.

## Biografia
Figlio di un ufficiale di marina, Yves Le Prieur seguì la strada del padre e nel 1902 entrò all'École navale.
Tra il 1905 e il 1907 fu inviato per la prima volta in servizio in Asia, nell'Estremo Oriente. Durante questo periodo imparò il giapponese, per cui nel 1908 fu inviato in Giappone come interprete presso l'ambasciata di Francia. Si appassionò alle arti marziali e frequentò una scuola di judo a Tokyo, diventando il primo francese a conseguire la cintura nera in questa disciplina; inoltre tradusse in francese il manuale di jiu-jitsu del maestro Yokoyama Sakujiro. Durante il periodo trascorso in oriente effettuò alcune immersioni subacquee con gli scafandri da palombaro in uso a quell'epoca, avendo modo di constatarne i limiti. Appassionatosi ai problemi del volo, progettò e costruì un aliante insieme ad un tenente della marina giapponese, Shirou Aibara, e ad un professore dell'università di Tokio, Aikitsu Tanakadate; Le Prieur pilotò il velivolo e divenne il primo uomo ad avere eseguito un volo in Giappone.
Nel 1910 tornò in Francia e si sposò; dal matrimonio nacquero due figlie, Simone e Monique. Nel 1911 fu incaricato dell'addestramento degli ufficiali di artiglieria navale sull'incrociatore Pothnan e sulle corazzate Tourville e Mirabeau e cominciò ad effettuare ricerche sul miglioramento dei sistemi di artiglieria. Nel 1912 inventò un calcolatore meccanico per i tiri di artiglieria.
Allo scoppio della prima guerra mondiale fu imbarcato con il grado di tenente sull'incrociatore France e poi sull'incrociatore Provence. Tra il 1915 e il 1916 si dedicò al perfezionamento dei sistemi di tiro dell'artiglieria navale e delle mitragliatrici terrestri. Nel 1916 inventò il razzo Le Prieur, il primo razzo aria-aria di cui furono dotati gli aerei da caccia per abbattere palloni e dirigibili. In seguito a ciò, Le Prieur fu chiamato al ministero della guerra per dirigere un nuovo ufficio, il Bureau des Inventions (che nel 1939 si trasformò in Centre national de la recherche scientifique). Qui mise a punto vari tipi di bombe e mine, tra cui un tipo di mina galleggiante anti-sommergibile. Durante questo periodo, Le Prieur conseguì il brevetto di pilota di aviazione. 1918 incontro dal colonnèllo Gabriele d'Annunzio con Le Prieur al stato maggiore di Epernay.
Dopo la fine della guerra indirizzò le sue ricerche verso la sicurezza dei voli aerei. Il lavoro di ricerca lo impegnava sempre più e gli impediva di riprendere il mare, così lasciò la Marina militare passando alla riserva con il grado di capitano di corvetta. Nel 1921 divorziò dalla moglie. Nel 1925 si entusiasmò alla presentazione dell'apparecchio respiratore per attività subacquea inventato dall'industriale Maurice Fernez e si mise d'accordo con lui per migliorarlo e adattarlo ad uno scafandro più versatile di quelli usati allora. Nel 1926 i due inventori brevettarono lo "scafandro autonomo Fernez-Le Prieur", ma in seguito Fernez lasciò interamente al socio lo sfruttamento dell'invenzione per uso subacqueo. Le Prieur perfezionò ulteriormente l'invenzione e nel 1933 la brevettò con il nome di "scafandro autonomo Le Prieur". Nel 1935 lo scafandro di Le Prieur fu adottato dalla Marina militare francese. Nel 1937 fu promosso capitano di fregata della riserva.
Allo scoppio della seconda guerra mondiale fu richiamato in servizio in Marina, ma nel giugno 1940 a seguito della resa della Francia fu smobilitato mentre si trovava ad Algeri. Tornato in Francia si stabilì a Saint- Raphaël fino all'aprile del 1944, quando in seguito ai bombardamenti si rifugiò ad Ampus. Qui si risposò in seconde nozze con Anne-Marie Brasseur; dal secondo matrimonio non nacquero figli.
Negli anni immediatamente successivi alla guerra si ritrovò con scarsi mezzi economici e non poté realizzare i perfezionamenti che nel 1946 aveva ideato per il suo scafandro. All'inizio degli anni cinquanta lavorò per l'Institut de Recherches Sous-marines di Cannes, associandosi con il suo amico Dimitri Rebikoff. Nel 1953 si ritirò a Nizza insieme alla moglie, dedicandosi alla scrittura del libro autobiografico Premier de Plongée, che fu pubblicato nel 1956.

## Onorificenze
- Croce della guerra 1914-1918 (1918)
- Legion d'onore (1918)